# Кізитиринське городище
Кізитиринське городище — стародавнє поселення, яке розташовувалося на території сучасного Пролетарського району Ростова-на-Дону. Дослідники відносять його до категорії «меотських городищ» і припускають, що на становлення і розвиток Кізитиринського городища вплинула римська культура. До цього ж періоду відносяться Ростовське і Темерницьке городища. Кізитиринське городище розташовується нижче Кобяковського городища по правому березі Дону і Мертвого Дінця.

## Історія
Російський археолог Олександр Олександрович Міллер вважав, що Кізитиринське городище було засновано до періоду настання римської епохи, в цей же час були створені інші городища — Ростовське і Темерницьке. Під час досліджень в 1926 році на території Кізитиринського городища знайшли керамічні вироби з мотузковим орнаментом. В 1927 році на території городища, де відбувався видобуток глини, виявили могильник, а в ньому амфору з високоякісної глини жовтувато-рожевого кольору. Дослідники датують її створення першими століттями нашої ери. Амфора вміщувала близько 5 літрів, її висота становила близько 74 сантиметрів. Амфора з вузькою шийкою була знайдена цілою. Серед інших артефактів були виявлені намиста. Саме вони дають підставу вважати, що був знайдений могильник, так як прикраси такої специфічної форми зустрічаються тільки в могильниках. Одна намистина була циліндричної форми, виготовлена з білої склоподібної маси, навколо неї — смужки чорного кольору дугоподібної форми. Друга намистина була довгої неправильної форми, третя кругла, четверта — сплющена. Також на території Кізитиринського городища виявили невелику фігурку, для виготовлення якої використовувалася блакитнувата єгипетська смальта. Були знайдені частини посуду.

## Опис
Територія Кізитиринського городища розташовується на мисі, який утворюється правою стороною балки Кізитиринки та Дону. Через те, що дослідники мало уваги приділяли цій території, місцевість мало вивчена. Знайдені фрагменти та частинки дають підстави думати, що люди, які мешкали на території Кізитиринського городища, мали зв'язок з Ростовським і Темерницьким городищем. На території городища йде самовільний видобуток каміння та цегли місцевими жителями, свідченням чого є вириті ями. Кізитиринське городище мало квадратну форму і займало площу 10 000 квадратних метрів.